# Château de Lacapelle
 (mai 2023).
- Si vous ne connaissez pas le sujet, laissez ce bandeau (vous pouvez alors contacter les auteurs).
- Si vous supprimez le contenu mis en cause (vous pouvez préalablement contacter les auteurs),

argumentez précisément cette suppression dans la page de discussion
(un manque de référence n'est pas un argument ; une recherche réelle de référence doit avoir été effectuée, être formellement documentée).
Le château de Lacapelle est un château situé à Damiatte, dans le Tarn (France).

## Historique
Le château de Lacapelle est édifié au cours du XVe siècle, mais est modifié au cours des siècles suivants. Sur le cadastre du XVIIe siècle, il apparait déjà comme un large édifice en U, ce qui n'est plus le cas aujourd'hui. Il appartient un temps à la famille de Villeneuve, avant d'être racheté par la famille Bruguière au début du XIXe siècle.
Il appartient d'ailleurs toujours à cette famille, qui a converti le rez-de-chaussée en gite de France[source insuffisante].

## Architecture
Le château de Lacapelle est un corps de logis quadrangulaire, avec un aile plus basse en retour à l'est. Construit en pierres de taille, il s'élève sur trois étages, et présente encore quelques éléments de la construction originelle du XVe siècle, comme des latrines et une fenêtre à meneaux[source insuffisante].
La façade principale se découpe en huit travées, dont les deux à chaque extrémités sont en légère saillie. Il semble probable que l'aile est qui demeure aujourd'hui avait son symétrique à l'ouest, et que les deux donnaient le plan en U apparaissant sur le cadastre du XVIIe siècle.